# 藤井毅
藤井 毅（ふじい たけし、1955年5月 - ）は、日本の歴史学者。専門は、南アジア近現代史。東京外国語大学名誉教授。

## 略歴
- 1974年3月 東京都立新宿高等学校卒業
- 1981年3月 東京外国語大学外国語学部インド・パーキスターン語学科卒業
- 1984年3月 デリー大学大学院ヒンディー語ヒンディー文学専攻修士課程修了
- 1986年3月 東京外国語大学大学院外国語学研究科修士課程修了
- 1987年4月 東京外国語大学外国語学部 助手
- 1989年4月 同 講師
- 1995年4月 同 助教授
- 2001年4月 同 教授
- 2009年4月 東京外国語大学総合国際学研究院 教授（国際社会部門地域研究系・大学院重点化による配置換え）
- 2021年3月 東京外国語大学定年退職、名誉教授

## 著書
- 『インド社会とカースト』（山川出版社、2007）［世界史リブレット86］
- 『歴史のなかのカースト：近代インドの<自画像>』（岩波書店,2003年4月）, 251頁
- 「南アジア研究ガイド（第一部：資史料ガイド）」長崎暢子編『現代南アジア・第１巻（地域研究への招待）』（東京大学出版会、2002年9月）,15～49頁

| スタブアイコン | サブスタブ | この項目は、まだ閲覧者の調べものの参照としては役立たない、人物に関連した書きかけの項目です。この項目を加筆・訂正などしてくださる協力者を求めています（P:人物伝/PJ:人物伝）。 |